# La Bilancia
La Bilancia (1867. – 1919.) su povijesne riječke novine s najdužom poviješću tiskanja.

## Povijest publikacije
Novine La Bilancia izdavane su u tiskari Stabilimento Tipolitografico Fiumano Emidia Mohovicha. Najprije počinju izlaziti kao tjednik; subotom, a od kraja 1870. postaju dnevni list. Preimenovane su u Giornale politico, commerciale e marittimo, jer su donosile vijesti iz političkog, trgovačkog i pomorskog života Rijeke, kao i društvenu kroniku. La Bilancia tijekom 1884. i 1885. ima četiri posebna priloga, čija je učestalost izlaženja nepoznata: Gazzetino Rosa i Nauta (1884.) te Corriere di Fiume i l’Avvenire (1885. godine). Od 1890. godine, svakoga utorka, novine dobivaju i dodatak L'Avvisatore, službeni list Kraljevske pomorske uprave u Rijeci (foglio ufficiale del Regio ungarico Governo marittimo).
Emidio Mohovich u politici je otvoreno podupirao Mađare i politiku vladajućih peštanskih krugova, od kojih je dobivao i znatnu novčanu potporu, pa su novine La Bilancia postale središnjim glasilom riječke Liberalne stranke kojoj je i sam pripadao, i koja je u to vrijeme bila vladajuća stranka u Mađarskoj.
Nakon smrti Emidia Mohovicha (5. ožujka 1893.) urednik postaje njegov stariji sin Vito, koji je umro 1903., pa uređivanje lista i tiskaru preuzimaju njegova braća Ugo i Mario Mohovich.
Format La Bilancie bio je četiri stranice, a cijena 6 solda. Godišnja pretplata za Rijeku iznosila je 16 fiorina, za Monarhiju 18, a za inozemstvo 24 fiorina. Naklada je bila 3000 primjeraka s prilozima. Iznad zaglavlja naslovne stranice nalazila se slika vage, simbola pravde i jednakosti. La Bilancia je najdugovječnija riječka novina toga razdoblja, koja je izlazila pedeset godina, do kraja Prvoga svjetskog rata, mijenjajući tijekom raznih redakcijskih kriza smjer, sadržaj i format. Osim Emidia Mohovicha, koji je bio glavni urednik La Bilancie trideset godina, ostali su urednici bili: Nossau, A. Albertoni, A Hodnih, M. Druscovich, Giovanni Marvin, Armando Odenigo. 

## Dostupnost
Sveučilišna knjižnica Rijeka u svom fondu čuva te povijesne riječke novine.